# Bukit Meuku
Bukit Meuku är en kulle i Indonesien.   Den ligger i provinsen Aceh, i den västra delen av landet, 1 600 km nordväst om huvudstaden Jakarta. Toppen på Bukit Meuku är 62 meter över havet.
Terrängen runt Bukit Meuku är huvudsakligen platt. Trakten runt Bukit Meuku består huvudsakligen av våtmarker.